# San Jorge (Álava)
San Jorge es un despoblado que actualmente forma parte del concejo de Urarte, que está situado en el municipio de Bernedo, en la provincia de Álava, País Vasco (España).

## Historia
Pocos datos se tienen de este despoblado excepto el que se le daba por situado en las cercanías del despoblado de Larrauri.